# Embrague

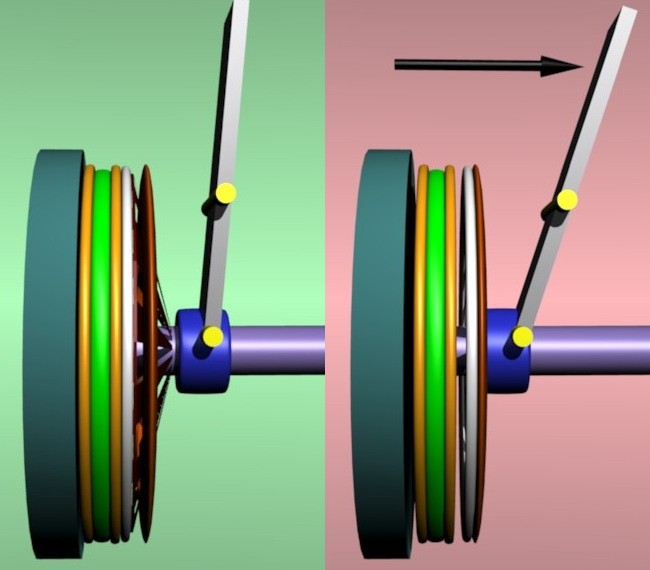
Embrague acoplado/desacoplado.

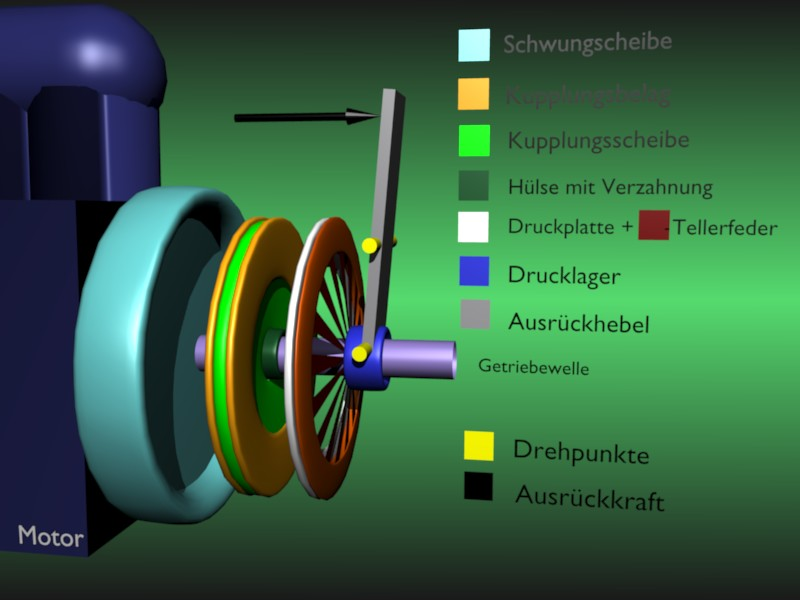
Partes del embrague.

El embrague (denominado también clutch o sus variantes cloche, croche) es un sistema que permite tanto transmitir como interrumpir la transmisión de una energía mecánica a su acción final de manera voluntaria. En un automóvil, por ejemplo, permite al conductor controlar la transmisión del par motor desde el motor hacia las ruedas. En la aplicación más simple, los embragues conectan y desconectan dos ejes giratorios (ejes de transmisión). En estos dispositivos, un eje generalmente se conecta a un motor u otra unidad de potencia (el miembro impulsor), mientras que el otro eje (el miembro impulsado) proporciona potencia de salida para el trabajo. Por lo general, los movimientos involucrados son giratorios, pero también existen embragues lineales.
En un vehículo de motor, el embrague actúa como un enlace mecánico entre el motor y la transmisión y desconecta brevemente o separa el motor del sistema de transmisión. Esto desconecta las ruedas de transmisión cada vez que se presiona el pedal del embrague, lo que permite al conductor cambiar de marcha suavemente.
En un taladro controlado por par, por ejemplo, un eje es accionado por un motor y el otro acciona un portabrocas. El embrague conecta los dos ejes para que puedan bloquearse y girar a la misma velocidad (activado), bloqueados pero girando a diferentes velocidades (deslizamiento) o desbloqueados y girando a diferentes velocidades (desactivado).

## Funcionamiento
Está constituido por un conjunto de piezas situadas entre el motor y los dispositivos de transmisión y asegura un número de funciones:
- En posición acoplado (o «embragado») transmite el par motor suministrado por el motor. En un automóvil, cuando el embrague gira, el motor está vinculado a la transmisión.
- En posición desacoplado (o «desembragado») se interrumpe la transmisión. En un automóvil, las ruedas giran libres o están detenidas y el motor puede continuar girando sin transmitir este par de giro a las ruedas.
- En las posiciones intermedias restablece progresivamente la transmisión de par, mediante rozamiento o fricción.

Si consideramos la ecuación que define la potencia ({\displaystyle P}) de un motor:
| Símbolo                 | Nombre                                       | Unidad | Fórmula                           |
| ----------------------- | -------------------------------------------- | ------ | --------------------------------- |
| {\displaystyle P}       | Potencia                                     |        |                                   |
| {\displaystyle M}       | Par motor                                    |        |                                   |
| {\displaystyle F}       | Fuerza media de la biela sobre la muñequilla |        |                                   |
| {\displaystyle r}       | Radio de la muñequilla del cigüeñal          |        |                                   |
| {\displaystyle n}       | Revoluciones por minuto del motor            | rpm    |                                   |
| {\displaystyle \omega } | Velocidad angular                            |        | {\displaystyle \omega =2\pi n/60} |

Según la cual, en la transmisión de fuerza mediante giro (la definición misma de momento de fuerza o par) toda disminución de la velocidad de giro (RPM) implica un aumento de par en la misma proporción. Esta es la razón de ser de las desmultiplicaciones de la caja de cambio y del grupo, reducir la velocidad de giro para ganar par.

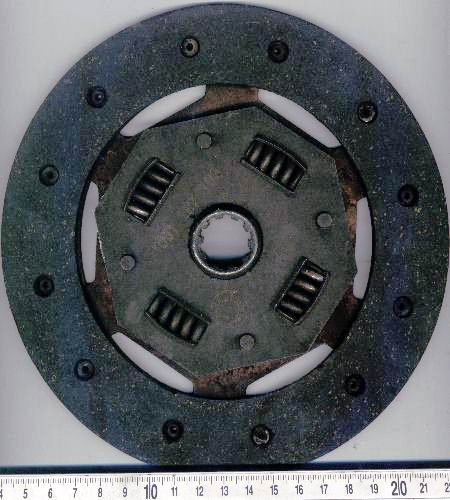
Disco de embrague.

Por tanto una disminución a la mitad del régimen del primario con respecto al del motor, implica un aumento al doble del par transmitido al primario, conservándose el producto, o sea la potencia, sin tener en cuenta las pérdidas por calor debidas al rozamiento.
Esto se entiende fácilmente si se imagina intentando subir una cuesta muy pronunciada, hasta el punto de hacer «patinar» el embrague durante un período prolongado: de esta manera se obtiene el par que el motor no puede dar, mediante reducción de su régimen al entrar la fuerza al cambio.
Asimismo, permite moderar los choques mecánicos evitando, por ejemplo, que el motor se detenga o que los componentes de los sistemas se rompan por la brusquedad que se produce entre la inercia de un componente que se encuentra en reposo y la potencia instantánea transmitida por el otro. Y funciona por un accionamiento de una palanca.

## Clasificación
Existen diferentes tipos de embrague:
- Según el número de discos
  - Hidráulico. No tiene discos. Se utiliza en vehículos industriales.
  - Monodisco seco.
  - Bidisco seco con mando único;
  - Bidisco con mando separado (doble);
  - Multidisco húmedo o seco.
  - Centrífugo.No tiene discos. Se utiliza por ejemplo en motocicletas y ciclomotores de cambio automático por variador.
- Según el tipo de mando
  - Mando mecánico;
  - Mando hidráulico;
  - Mando neumático;
  - Mando eléctrico asistido electrónicamente.

### Embrague seco

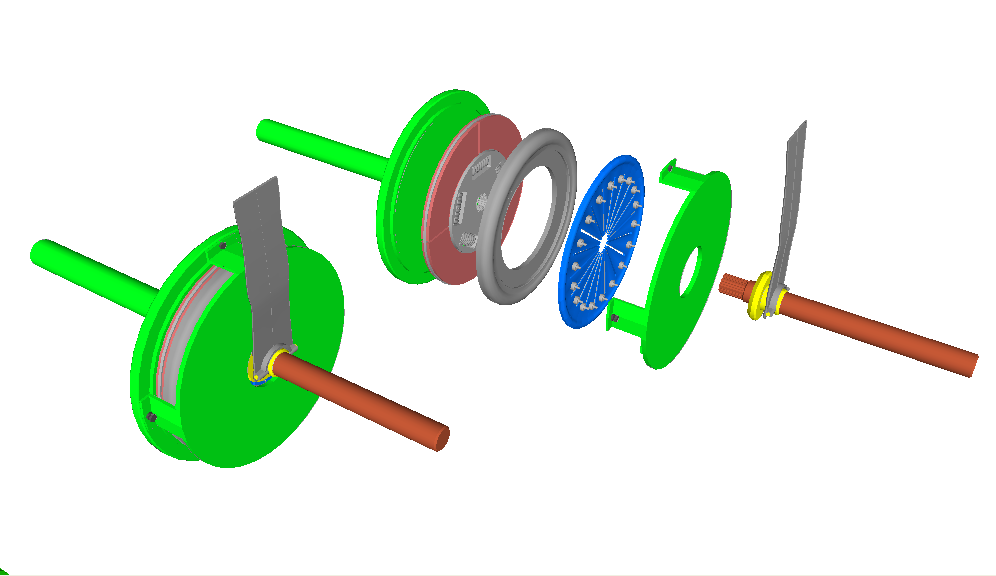
Diagrama de un embrague seco

Un embrague seco utiliza fricción seca para transferir potencia desde el eje de entrada al eje de salida, por ejemplo, un "disco de fricción" que presiona el volante del motor de un automóvil. La mayoría de los embragues son embragues secos, especialmente en vehículos con transmisión manual. A veces se requiere el deslizamiento de un embrague de fricción (donde el embrague está parcialmente acoplado pero los ejes giran a diferentes velocidades), como cuando un vehículo de motor acelera desde parado; sin embargo, el deslizamiento debe minimizarse para evitar mayores índices de desgaste.
En un embrague de "tipo tirón", al presionar el pedal se tira del cojinete de liberación para desacoplar el embrague. En un embrague de "tipo empuje", al pisar el pedal se empuja el cojinete de liberación para desacoplar el embrague.
Un "embrague multidisco" consta de varias placas de fricción dispuestas concéntricamente. En algunos casos, se utiliza en lugar de un embrague de mayor diámetro. Los coches de carreras usan embragues multidisco para controlar la tasa de transferencia de potencia a las ruedas a medida que el vehículo acelera desde parado.
Algunos discos de embrague incluyen resortes diseñados para cambiar la frecuencia natural del disco de embrague, a fin de reducir el NVH dentro del vehículo. Además, algunos embragues para automóviles con transmisión manual usan una válvula de retardo del embrague para evitar acoplamientos abruptos del embrague.

### Embrague húmedo
En un "embrague húmedo", el material de fricción se asienta en un baño de aceite (o tiene un flujo de aceite) que enfría y lubrica el embrague. Esto puede proporcionar un enganche más suave y una vida útil más larga del embrague; sin embargo, los embragues húmedos pueden tener una eficiencia más baja debido a que se transfiere algo de energía al aceite. Dado que las superficies de un embrague húmedo pueden ser resbaladizas (como con un embrague de motocicleta bañado en aceite de motor), apilar varios discos de embrague puede compensar el menor coeficiente de fricción y así eliminar el deslizamiento bajo potencia cuando está completamente acoplado.
Los embragues húmedos suelen utilizar un material de papel compuesto.

### Embrague centrífugo
Un embrague centrífugo se acopla automáticamente a medida que aumenta la velocidad del eje de entrada y se desacopla a medida que disminuye la velocidad del eje de entrada. Las aplicaciones incluyen pequeñas motocicletas, escúters, motosierras y algunos automóviles más antiguos.

### Embrague de cono
Un embrague de cono es similar al embrague de placa de fricción seca, excepto que el material de fricción se aplica al exterior de un objeto de forma cónica. Una aplicación común para los embragues cónicos es el anillo sincronizador en una transmisión manual.

### Embrague de empuje
Un embrague de empuje es un diseño antideslizante de embrague que se utiliza en transmisión no síncrona.

### Embrague de una sola revolución

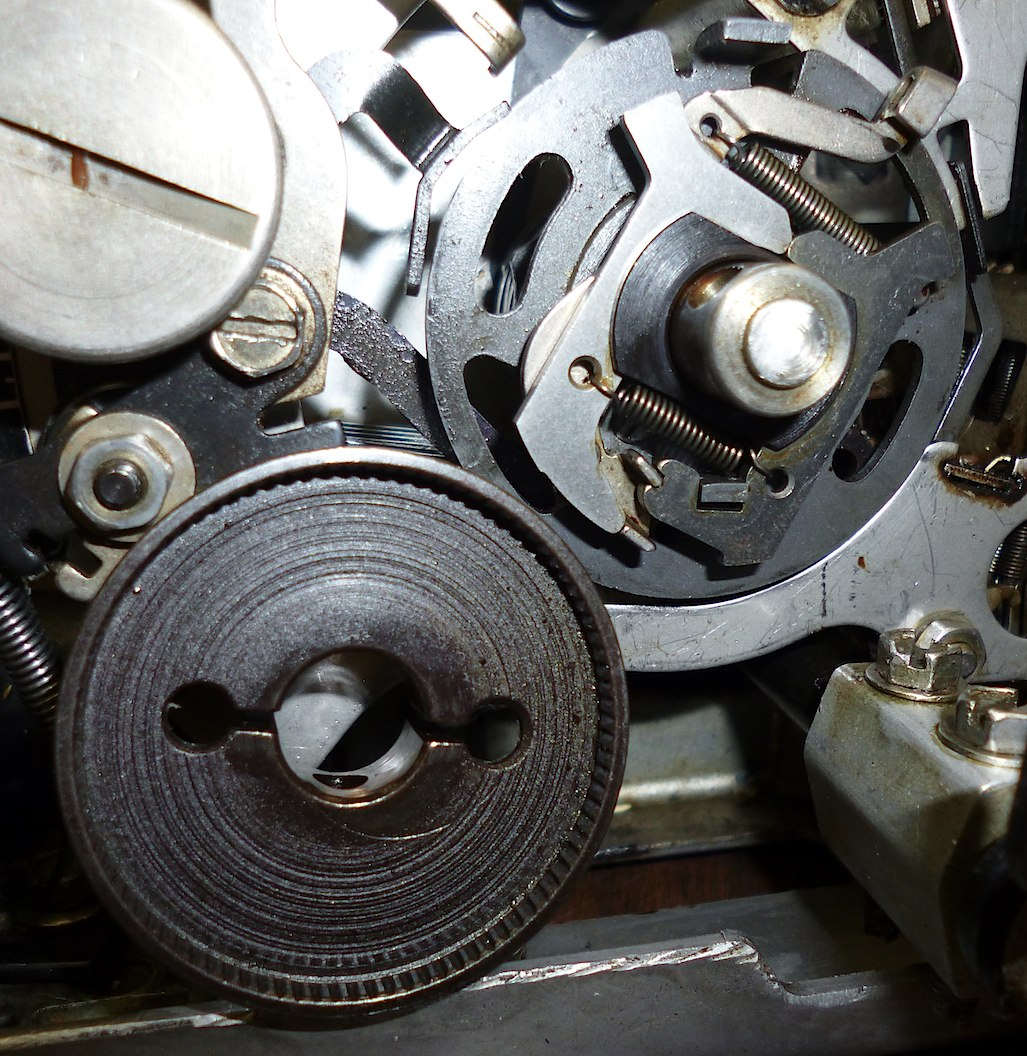
Embrague de una sola revolución con trinquete en cascada en un teleimpresor

El embrague de una sola revolución se desarrolló en el siglo XIX para accionar maquinaria como cizallas o máquinas de prensa donde un solo tirón de la palanca de operación o (más tarde) presionar un botón encendería el mecanismo, acoplando el embrague entre la fuente de energía y el cigüeñal de la máquina durante exactamente una revolución antes de desacoplar el embrague. Cuando se desacopla el embrague, el miembro accionado está estacionario. Los primeros diseños eran típicamente embragues de empuje con una leva en el miembro impulsado que se usaba para desenganchar las garras en el punto apropiado.
En el siglo XX se desarrollaron embragues de revolución única muy simplificados, que requerían fuerzas operativas mucho más pequeñas y, en algunas variaciones, permitían una fracción fija de revolución por operación. Los embragues de fricción de acción rápida reemplazaron a los embragues de garras o de empuje en algunas aplicaciones, eliminando el problema de la carga de impacto en las garras cada vez que se engrana el embrague.
Además de su uso en equipos de fabricación pesados, los embragues de una sola revolución se aplicaron a numerosas máquinas pequeñas. En las máquinas tabuladoras, por ejemplo, al presionar la tecla Operar se activaría un embrague de una sola revolución para procesar el número ingresado más recientemente. En las máquinas de composición tipográfica, al presionar cualquier tecla se seleccionaba un carácter en particular y también se activaba un embrague de rotación única para hacer funcionar el mecanismo para escribir ese carácter. De manera similar, en teleprinters, el recibo de cada carácter activaba un embrague de una sola revolución para operar un ciclo del mecanismo de impresión.

### Elementos constitutivos y de funcionamiento
1. Cigüeñal (u otro eje conductor);
2. Volante;
3. Disco de fricción;
4. Plato de presión;
5. Muelle o resorte de diafragma;
6. Eje primario o conducido;
7. cojinete de empuje;
8. cubierta o tapa;
9. Anillos de apoyo;
10. Tornillos de fijación;
11. Anillos.

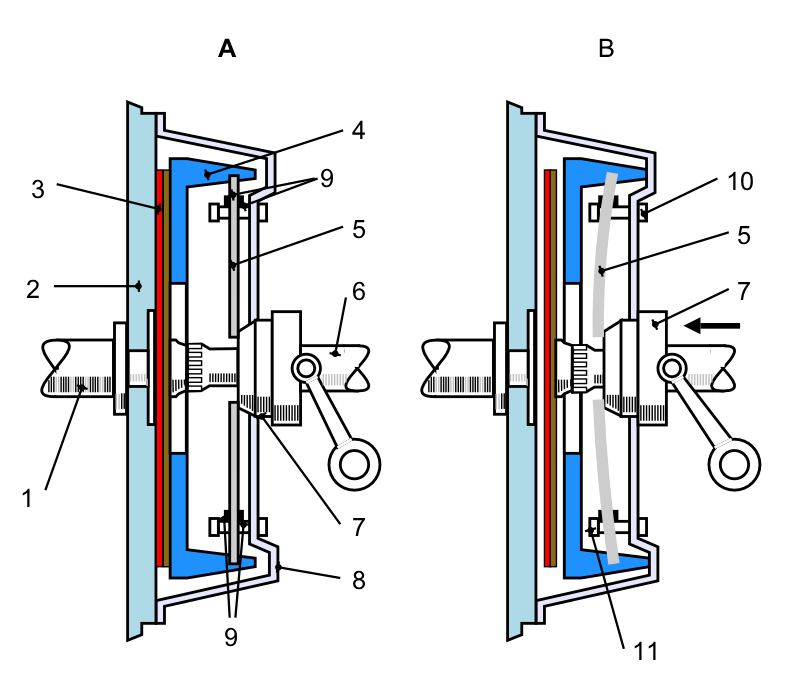
Esquemática de funcionamiento de un embrague a diafragma. A: posición de acoplamiento o «embragado», B: posición de desacople o «desembragado».

El mecanismo del embrague está formado por los componentes siguientes:
- El volante motor 2, atornillado al cigüeñal 1.
- El disco de fricción 3 que gira solidario con el eje de entrada al cambio o «primario» 6 gracias a un estriado.
- El plato de presión 4, que presiona al disco asegurando su adherencia al volante motor 2 cuando el mecanismo está en posición de reposo (embragado).
- Los muelles del mecanismo (en este caso de diafragma), 5 apoyan en el cojinete o «collarín» 7.

Cuando el mando hidráulico (o por cable) del conductor es activado por el conductor, la palanca desplaza al cojinete, el cual empuja al diafragma, que articula sobre los apoyos 9 que a su vez están fijos a la cubierta o tapa 8, dejando entonces de hacer fuerza con lo que el disco de fricción ya no apoya sobre el volante. El primario 6 queda libre, no recibe par del motor, se puede cambiar de marcha con suavidad. Del mismo modo, salgando desde parado, acoplando el disco de fricción con el pedal tanto más progresivamente cuanto más incremento de par se necesita en el primario. Por ejemplo en una cuesta muy pronunciada, se hace lo que se llama "hacer patinar el embrague".

### Embrague multidisco

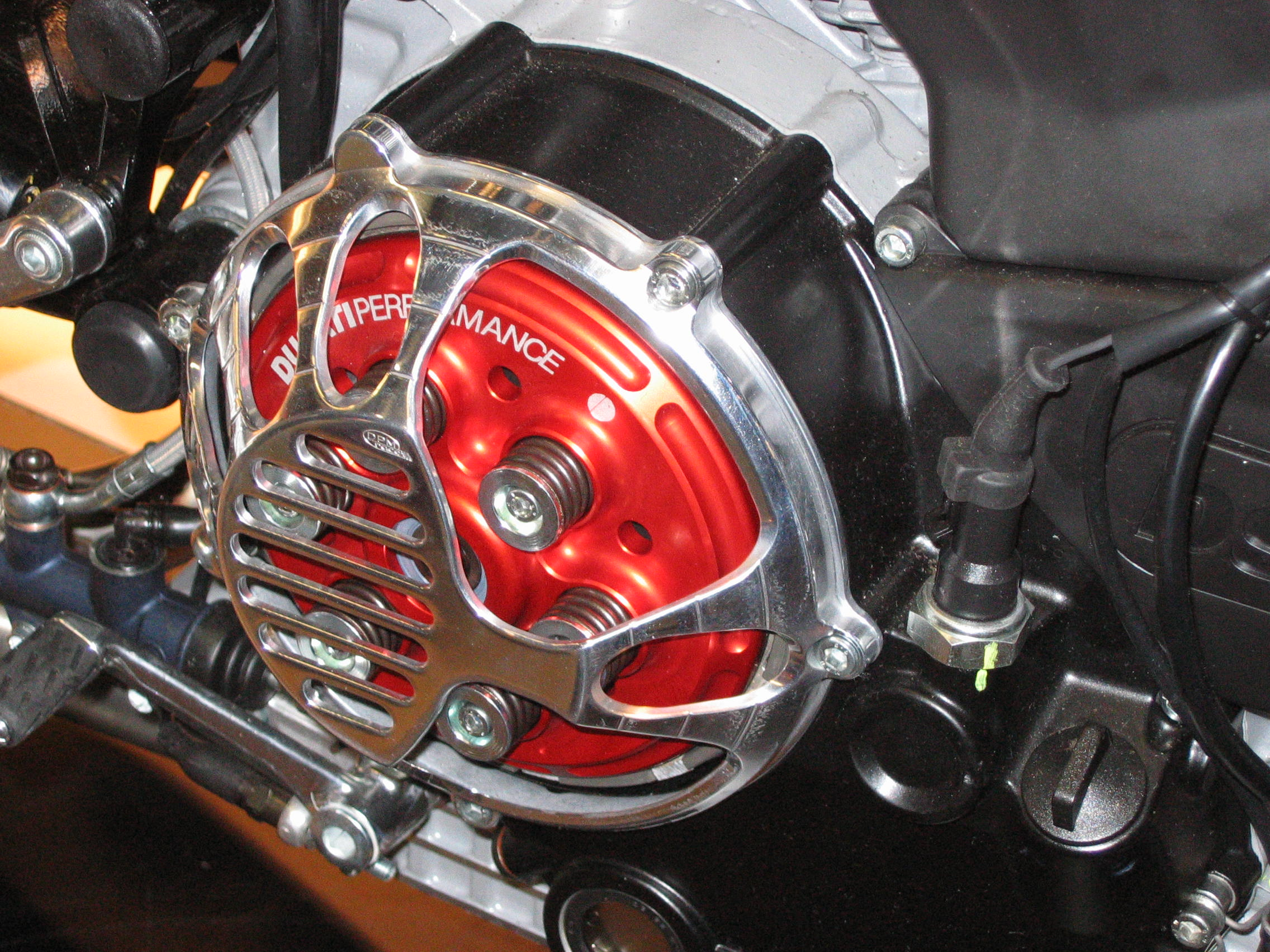
Embrague multidisco en seco en una moto de competición. Se aprecian claramente los muelles.

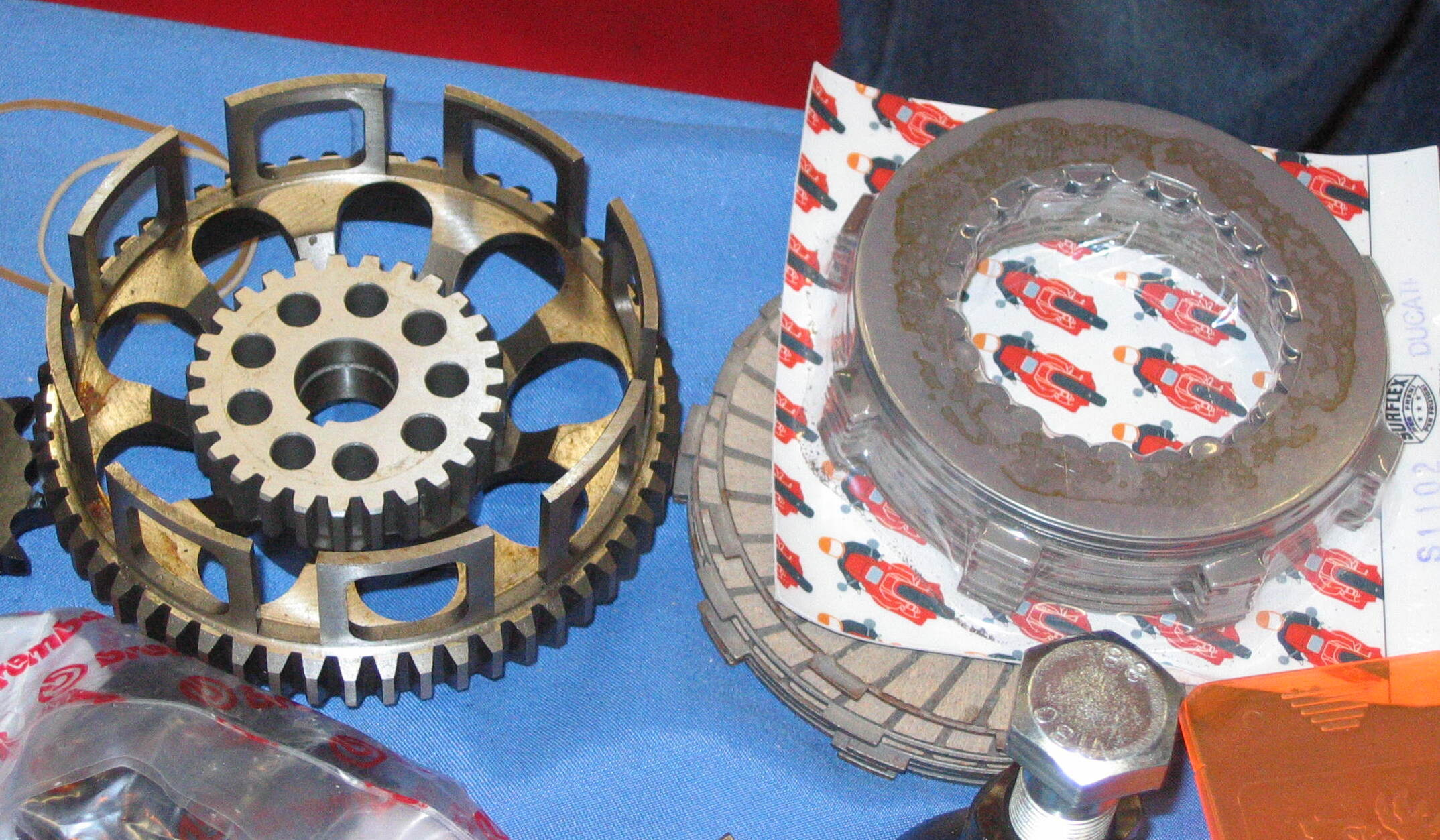
Componentes de un embrague multidisco: a la izquierda, el tambor y el buje, a la derecha los discos.

Los embragues multidisco funcionan según el mismo principio, solo que se utiliza un "paquete" de discos, unos con dentado externo engrana con el cigüeñal mediante el "tambor"; los otros, intercalados con los anteriores, con dentado interno engranan con el cambio mediante el "buje". Este paquete de discos en reposo está presionado por una serie de muelles helicoidales, con lo que el tambor y el buje giran solidarios.
Su uso está limitado a las motocicletas, ya que el par que transmiten hacia el cambio es mucho más elevado que el que produce el cigüeñal debido a la desmultiplicación primaria, inexistente en el automóvil. Por tanto el acoplamiento ha de ser mucho más progresivo, mejorándose el proceso al estar sumergido en baño de aceite, que absorbe el calentamiento originado por el rozamiento, que se reparte además entre varios discos. Solo las máquinas de competición poseen embrague en seco, de tacto mucho más brusco (ver figura).

## Características técnicas
El par que puede transmitir un embrague depende del material de fricción del disco, del área de las superficies en contacto, del diámetro del disco y de la fuerza del o los muelle(s).
Hay casos en que el mecanismo del embrague se sustituye por un convertidor de par hidráulico. Es el sistema de la Transmisión automática.

## Nomenclatura
Los hispanohablantes en distintos países nombran a este dispositivo de diferentes maneras:
| Nombre                                | País                                                                                     |
| ------------------------------------- | ---------------------------------------------------------------------------------------- |
| Embrague                              | Argentina, Bolivia, Chile, Ecuador, España, Filipinas, Honduras, Paraguay, Perú, Uruguay |
| cloche (adaptación del inglés clutch) | Cuba, República Dominicana, Puerto Rico                                                  |
| Clutch (pronunciado /kloch/)          | Colombia, Guatemala, Honduras, México, Panamá                                            |
| Croche                                | Venezuela                                                                                |

## Uso en automóviles

### Transmisiones manuales
La mayoría de los coches y camiones con transmisión manual usan un embrague seco, que es operado por el conductor usando el pedal más a la izquierda. El movimiento del pedal se transfiere al embrague mediante el sistema hidráulico (cilindros maestro y esclavo) o un cable. El embrague solo se desacopla en momentos en que el conductor presiona el pedal del embrague, por lo tanto, el estado predeterminado es que la transmisión esté conectada al motor. Se proporciona una posición de marcha "neutral", de modo que el pedal del embrague se puede soltar con el vehículo parado.
El embrague es necesario para arranques parados y generalmente (pero no siempre) se usa para ayudar a sincronizar las velocidades del motor y la transmisión durante los cambios de marcha, es decir, mientras se reduce la velocidad del motor (RPM) durante los cambios ascendentes y se aumenta la velocidad del motor durante los cambios descendentes.
El embrague generalmente se monta directamente en la cara del volante del motor, ya que esto ya proporciona un conveniente disco de acero de gran diámetro que puede actuar como una placa impulsora del embrague. Algunos embragues de carreras utilizan pequeños paquetes de discos de placas múltiples que no forman parte del volante. Tanto el embrague como el volante están encerrados en una campana cónica para la caja de cambios. El material de fricción utilizado para el disco de embrague varía, siendo un material común una resina de compuesto orgánico con un revestimiento de alambre de cobre o un material de cerámica.

### Transmisiones automáticas
En una transmisión automática, el papel del embrague lo realiza un convertidor de par. Sin embargo, la propia transmisión a menudo incluye embragues internos, como un "embrague de bloqueo" para evitar el deslizamiento del convertidor de par, a fin de reducir la pérdida de energía a través de la transmisión y por lo tanto, mejorar la economía de combustible.

### Ventiladores y compresores
Los ventiladores de enfriamiento del motor accionados por correa más antiguos a menudo usan un embrague activado por calor, en forma de tira bimetálica. Cuando la temperatura es baja, el resorte se enrolla y cierra la válvula, lo que permite que el ventilador gire entre un 20% y un 30% de la velocidad del cigüeñal. A medida que aumenta la temperatura del resorte, se desenrolla y abre la válvula, lo que permite que el fluido pase por la válvula, lo que hace que el ventilador gire entre el 60% y el 90% de la velocidad del cigüeñal.
El compresor del aire acondicionado de un vehículo a menudo utiliza embragues magnéticos para accionar el compresor según sea necesario.

## Uso en motocicletas

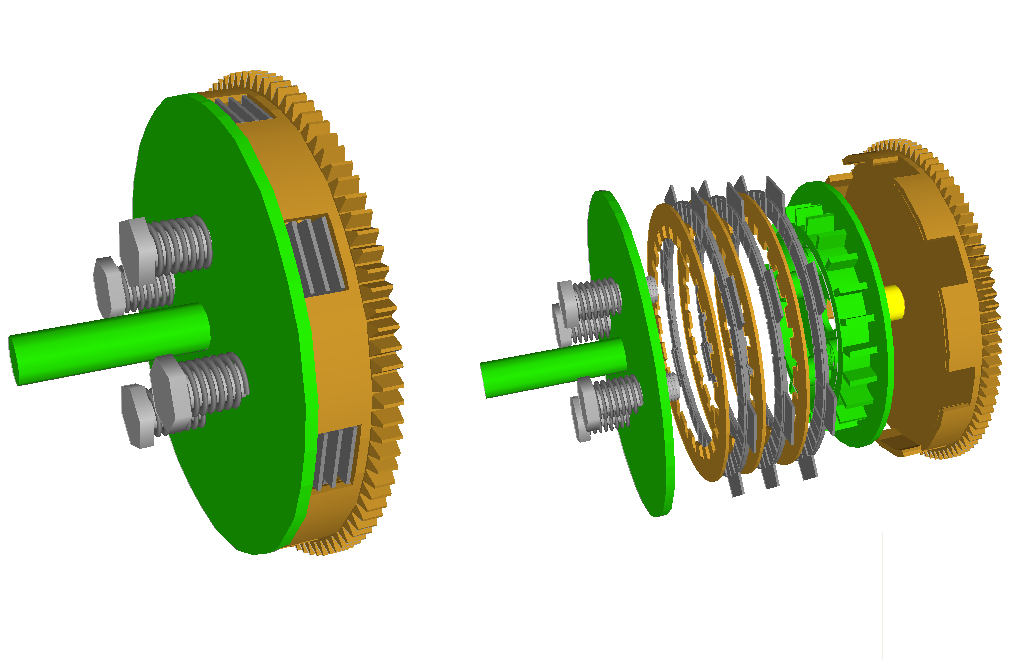
Un embrague de cesta

Las motocicletas suelen emplear un embrague húmedo con el embrague montado en el mismo aceite que la transmisión. Estos embragues generalmente se componen de una pila de placas de fricción y placas de acero alternas. Las placas de fricción tienen orejetas en sus diámetros exteriores que las bloquean en una canasta que gira el cigüeñal. Las placas de acero tienen orejetas en sus diámetros internos que las fijan al eje de entrada de la transmisión. Un conjunto de resortes helicoidales o una placa de resorte de diafragma unen las placas cuando se acopla el embrague.
En las motocicletas, el embrague se acciona mediante una palanca manual en el manillar izquierdo. Si no se ejerce presión sobre la palanca, significa que las placas del embrague están acopladas (conduciendo), mientras que al tirar de la palanca hacia el conductor, las placas del embrague se desconectan a través del accionamiento por cable o hidráulico, lo que permite que el conductor cambie de marcha o se deslice. Las motocicletas de carreras a menudo usan embragues deslizantes para eliminar los efectos del frenado del motor, que al aplicarse solo a la rueda trasera, puede causar inestabilidad.